# کافرک غزنوی
کافرکِ غزنوی شاعر ایرانی در نیمه دوم سده پنجم هجری است. از او تنها پنج قطعه دوبیتی به جا مانده‌است. او مردى بذله‌‏گو و هتاك بود و در هجو دست داشت. وى جزء شاعرانى بود كه نهضت تازه و پراهمیتى در دربار غزنویان به وجود آوردند و هر یك متمایل به روشى جدید و خاص در شعر خود بودند، مانند: سنائى (م 545/ 525 ق)، مسعود سعد سلمان (م 515 ق)، ابوالفرج رونى (م 492 ق) و غیره. از وى اشعارى به جاى مانده است.